# Flora Brovina
Flora Brovina (Srbica, 30. rujna 1949.) je kosovska pjesnikinja, pedijatrica i aktivistica za ženska prava. Rođena je u Srbici u Kosovu, a odrasla je u Prištini, gdje je išla u školu i počela studirati medicinu. Sveučilišni studij završava u Zagrebu,  gdje je specijalizirala pedijatriju. Nakon što se vratila na Kosovo neko je vrijeme radila kao novinar u dnevnim novinama na albanskom jeziku Rilindja. Ubrzo nakon toga vratila se u zdravstvu te je radila dugi niz godina na pedijatrijskom odjelu prištinske bolnice.

## Rat na Kosovu
Kako se politička situacija na Kosovu pogoršavala 1990., te su počele oružane borbe, Brovina je vodila ambulantu u Prištini, također je radila u Centru za siročad, od kojih su mnogi izgubili svoje roditelje tijekom borbi i protjerivanja. Ona i njezini suradnici brinuli su za čak 25 djece u isto vrijeme.
Dana 20. travnja 1999. godine za vrijeme rata na Kosovu, Brovinu su oteli osam maskiranih paravojnih srpskih vojnika iz kuće te je odvezli automobilom u nepoznatom pravcu. Bila je u zatočeništvu u Srbiji, kada su snage NATO-a ušle u Prištinu, a srpske trupe se povukle iz zemlje. Prva vijest o njezinoj otmici objavljena je 24. travnja 1999. godine, kada je njezin sin uspio kontaktirati udrugu međunarodnih pisaca P.E.N. Brovina je prebačena u zatvoru u Požarevcu gdje je podvrgnuta torturi. Dana 9. prosinca 1999 optužena je za "terorističke aktivnosti". Provela je godinu i pol u srpskim zatvorima, prije nego što je puštena kao rezultat međunarodnog pritiska.

## Pisanje
Flora Brovina objavila je tri lirske knjige. Prvu je objavila 1973. godine u Prištini. Godine 1999. dobila je godišnju Tucholsky nagradu koju dodjeljuje švedski P.E.N. klub.

## Politika
Nakon što je Kosovo proglasilo neovisnost, Flora Brovina kandidirala se za predsjednika Kosova 2001. godine na listi Demokratske stranke Kosova (PDK), što je bilo iznenađenje, umjesto lidera stranke Hashima Thaçija.  Od tada ona je član Skupštine Kosova u svim sazivima.